# Мала Голубинська печера
Мала Голубинська печера (рос. Малая Голубинская) — печера в Архангельській області, на Біломорсько-Кулойському плато європейської півночі Росії. Карстова печера горизонтального типу простягання. Загальна протяжність — 880 м. Глибина печери становить 11 м. Категорія складності проходження ходів печери — 1.